# Laurent Landete
Laurent Landete, né le 9 avril 1965 à Bordeaux, a été modérateur général de la Communauté de l'Emmanuel de 2009 à 2018. Le pape François l'a nommé consulteur du Conseil pontifical pour les laïcs en 2014, puis membre du Dicastère pour les Laïcs, la Famille et la Vie en 2018. Il est aujourd'hui directeur général du Collège des Bernardins. 

## Biographie
Né le 9 avril 1965 à Bordeaux, Laurent Landete a exercé la profession d'infirmier libéral. Il épouse Christel Sajous le 8 septembre 1990 et est père de six enfants.
Il est élu modérateur de la communauté de l'Emmanuel le 12 juillet 2009 et succède à Dominique Vermersch. En 2014, il est nommé par le pape François consulteur du Conseil pontifical pour les laïcs, au Vatican. Il est réélu le 17 juillet 2015 pour un troisième et dernier mandat de trois ans à la tête de la communauté de l’Emmanuel. Le vendredi 27 juillet, Michel-Bernard de Vregille est élu comme nouveau modérateur général de la Communauté de l'Emmanuel.
Le 6 octobre 2018, il est nommé par le pape François membre du dicastère pour les Laïcs, la Famille et la Vie.
En mai 2019, il entre au Collège des Bernardins, comme directeur de la programmation générale. Le 1er juillet 2020, il est nommé par décision de l’archevêque de Paris directeur général du Collège des Bernardins.
En février 2022, il est nommé par le Saint-Siège vice-délégué pontifical pour l'œuvre des Foyers de charité.

## Activités

### Responsable des sessions deParay-le-Monial
Laurent Landete a participé à l'organisation des sessions de Paray-le-Monial, cité du Sacré-Cœur, à destination des familles, des jeunes, des 25-35 ans, des retraités, des prêtres. Ces sessions rassemblent un peu moins de 30 000 personnes durant chaque été.

### Colloques
Direction d’un colloque sur la Communion des états de vie organisé par l’Institut Universitaire Pierre Goursat à Paris le 14 et 15 novembre 2014.
Participation au colloque de Rome sur le statut canonique des communautés nouvelles : co-organisée par la communauté Nuovi Orizzonti, la communauté Fazenda da Esperança, la communauté catholique Shalom, la communauté de l’Emmanuel, la communauté Pape Jean XXIII et le mouvement des Focolari. Intervention sur la question « Quel encadrement juridique l’Église peut-elle donner aux mouvements ecclésiaux et aux communautés nouvelles ? ».

## Publications
- Laurent Landete et Henrik Lindell, Dieu fait toutes choses nouvelles : Regard d'un laïc sur la mission de l'Église aujourd'hui, Paris, Éditions de l'Emmanuel, 2018 (présentation en ligne)
- Je crois : les fondamentaux de la foi chrétienne, Paris, Éditions de l'Emmanuel, 2017
- Comment prier chaque jour ?, Paris, Éditions de l'Emmanuel, 2014